# Garpsätertjärnarna (Transtrands socken, Dalarna, 679167-136071)
Garpsätertjärnarna är en sjö i Malung-Sälens kommun i Dalarna och ingår i Dalälvens huvudavrinningsområde.